# Ray Campi
Pour les articles homonymes, voir Campi (homonymie).
Raymond Charles Campi, dit Ray Campi (né le 20 avril 1934 à Yonkers au bord de l'Hudson et mort le 11 mars 2021), est un chanteur américain de country, de rock 'n' roll et de rockabilly.

## Biographie

### Enfance et adolescence
À l'âge de dix ans, Ray Campi suit sa famille à Austin, Texas. À douze ans, il se met à la steel guitar et apprend la guitare tout court. En 1948 il décide de se mettre à la country music et monte une formation avec des camarades de high School.  Il compose ses premières chansons le 31 décembre 1949. À cette époque il enregistre ses premières balades country et rock'n'roll.

### Carrière
En 1955, fasciné par le rockabilly d'Elvis Presley, Ray Campi se met lui aussi à cette nouvelle expression musicale, et en 1956 il enregistre son premier single qui comporte deux de ses compositions : Caterpillar et Play it cool. Il possède un style qui lui est particulier et n'a pas varié depuis. En 1957, il enregistre une vingtaine de titres dont It ain't me, un rock'n'roll avec vocal rockabilly, piano, combo et claquement des doigts. Le 3 février 1959, il rend un vibrant hommage à Buddy Holly, Ritchie Valens et Big Booper portés disparus dans un crash d'avion en enregistrant un disque dans les studios de Gold Star de Houston, leur rendant hommage. Il disparaît ensuite des studios d'enregistrements. En 1968, Ray Campi devient professeur d'anglais à Van Nuys en Californie. Le grand retour n'a lieu qu'en 1972 pour Rollin'rock. C'est aussi l'époque où Ron Weiser, un immigré originaire de Milan et passionné de musique fifties, décide de fonder son propre label, Rollin'Rock, avec lequel il veut sortir de l'oubli les artistes de rock'n'roll oubliés et méconnus. L'un des premiers albums sera consacré à Ray Campi. Il est depuis devenu une figure mythique du rockabilly en Californie et en Europe où ses albums sont recherchés. Dans les années soixante-dix, il impose l'usage du slappin'basse provoquant ainsi indirectement le retour en force du rockabilly au début des seventies.

## Discographie

### Singles
- TNT 145 Caterpillar/Play It Cool, 1956
- Dot 15617 It Ain't Me/Give That Love to Me, 1957
- Domino 700 My Screamin' Screamin' Mimi/Uh Huh Huh, 1958
- Domino 701 You Gambled/No Time, 1958
- D-104 Ballad of Donna and Peggy Sue/The Man I Met (Tribute to the Big Bopper), 1959
- Verve 10208 Our Man in Havana/Reprieve of Love, 1960
- Colpix 166 Cry For Happy/Hear What I Wanna Hear, 1960